# 3,4-Dehidroadipil-KoA semialdehid dehidrogenaza (NADP+)
3,4-Dehidroadipil-KoA semialdehid dehidrogenaza (+) (EC 1.2.1.77, BoxD, 3,4-dehidroadipil-KoA semialdehid dehidrogenaza) je enzim sa sistematskim imenom 3,4-didehidroadipil-KoA semialdehid:NADP+ oksidoreduktaza. Ovaj enzim katalizuje sledeću hemijsku reakciju
3,4-didehidroadipil-KoA semialdehid + NADP+ +2O {\displaystyle \rightleftharpoons } 3,4-didehidroadipil-KoA + NADPH + H+
Ovaj enzim katalizuje jedan korak u aerobnom benzoil-koenzim A kataboličkom putu kod Azoarcus evansii i Burkholderia xenovorans.

## Literatura
- Nicholas C. Price; Lewis Stevens (1999). Fundamentals of Enzymology: The Cell and Molecular Biology of Catalytic Proteins (Third изд.). USA: Oxford University Press. ISBN 019850229X.
- Eric J. Toone (2006). Advances in Enzymology and Related Areas of Molecular Biology, Protein Evolution (Volume 75 изд.). Wiley-Interscience. ISBN 0471205036.
- Branden C; Tooze J. Introduction to Protein Structure. New York, NY: Garland Publishing. ISBN 0-8153-2305-0.
- Irwin H. Segel. Enzyme Kinetics: Behavior and Analysis of Rapid Equilibrium and Steady-State Enzyme Systems (Book 44 изд.). Wiley Classics Library. ISBN 0471303097.
- William P. Jencks (1987). Catalysis in Chemistry and Enzymology. Dover Publications. ISBN 0486654605.

## Spoljašnje veze
- 3,4-dehydroadipyl-CoA+semialdehyde+dehydrogenase+(NADP+) на 